# Ulf Moritz
Ulf Moritz (* 1939 in Schroda) ist ein deutscher  Designer. Seine Arbeiten umfassen Stoffe, Teppiche und Tapeten sowie Innenarchitektur- und Architekturprojekte. Er lebt in Amsterdam.

## Leben
Der Diplom-Industriedesigner ging nach dem Studium in Krefeld 1960 zunächst in die Schweiz, zur Jacob Rohner AG, dann arbeitete er bei Weverij De Ploeg Fabrics in Amsterdam. Dort gründete Moritz 1970 sein eigenes Studio. Von 1971 bis 2004 leitete Ulf Moritz den Bereich Man and Identity an der Design Academy Eindhoven.

## Philosophie
„Ein Produkt muss mehr sein als eine rein technische Lösung eines Problems. Es sollte eine Art Erfahrung bieten. Ästhetische und sinnliche Aspekte sollten mindestens genauso viel Aufmerksamkeit bekommen wie technische Eigenschaften.“

## Auszeichnungen
- Prix d’excellence de Marie Claire Maison in Gold und Bronze
- Kho Liang Auszeichnung für Industriedesign
- Decorex-Auszeichnung in Silber
- Royal Designer for Industry, Royal Society of Arts[3]